# Павлоградський повіт
Павлоградський повіт — адміністративно-територіальна одиниця Катеринославської губернії із центром у Павлограді.

## Розташування
Займав північну центральну частину губернії.

## Підпорядкування
- 1777 року Вовководський повіт (Марієнтальський повіт) виділено із Самарського повіту (колишня Самарська паланка Запорозької Січі) Азовської області з центром у планованому місті Вовководськ (сучасний Павлоград); місто та повіт перейменовано відповідно на Маріенполь й Марієнпольський за планами Катерини II переселити кримських греків до міжріччя Самари та Вовчої,
- 1779-1783 роки Павлоградський повіт у складі Азовської губернії (перейменований Марієнпольський повіт); приозівський Павлівський (Павлоградський) повіт перейменовано на Маріупольський 1779 року з остаточним переселенням туди кримських греків,
- У 1784—1796 роках у складі Катеринославського намісництва
- У 1796—1802 роках у складі Новоросійської губернії
- З 1802—1917 у складі Катеринославської губернії Російської імперії
- У березні-квітні 1918 року увійшов до складу Озівської землі УНР.
- У квітні-грудні 1918 у складі Катеринославської губернії Української держави
- У 1919—1923 у складі Катеринославської губернії УРСР.

## Склад повіту
- Артельська волость
- Богуславська волость
- Василівська волость
- Васильківська волость
- Воскресенська волость
- В'язівська волость
- Городищенська волость
- Дмитрівська перша волость
- Дмитрівська друга волость
- Добровільська волость
- Іванівська волость
- Кохівська волость
- Криштопівська волость
- Луб'янська волость
- Марієнтальська волость
- Миколаївська волость
- Михайлівська волость
- Ново-Іванівська волость
- Новопавлівська волость
- Олександрівська волость
- Павлоградська волость
- Петропавлівська волость
- Роздорська волость
- Рождественська волость
- Рудаївська
- Самійлівська волость
- Слов'янська волость
- Стешено-Чорноглазівська волость
- Троїцька волость
- Уплатнівська волость
- Хандаліївська волость
- Хорошівська волость
- Юр'ївська волость
- Якимівська волость
- місто Павлоград із передмістями Піски, Подвірки, Приточилівка, слободами за Приточилівкою, біля єврейського кладовища та міськими Павлоградськими хуторами.